# Thomas Nicholls (Boxer)
Thomas G. „Tommy“ Nicholls (* 12. Oktober 1931 in South Elmsall; † 31. Juli 2021 in Telford) war ein britischer Boxer. Er gewann die Silbermedaille bei den Olympischen Spielen 1956 in Melbourne und war Europameister der Amateure 1955 jeweils im Federgewicht.

## Werdegang
Tommy Nicholls, der aus einer kinderreichen Familie stammte und sechs Schwestern und einen Bruder hatte, begann im Alter von 15 Jahren 1946 beim Sankeys BC (Boxing Club), Wellington, Shropshire, mit dem Boxen. Seinen ersten Kampf bestritt er am 22. November 1947 als Junior, den er gegen T. Davies aus Ironbridge nach Punkten gewann. 1949 gewann er seinen ersten Meistertitel. Er wurde mit einem Sieg über D. Lightfood aus Bridgenorth Midland Counties Junior Champion.
Diesen Titel gewann er 1950 auch bei den Senioren mit einem Sieg im Bantamgewicht über R. Joyce aus Coventry. Im selben Jahr bestritt Tommy Nicholls, der zwischenzeitlich in die Royal Air Force eingetreten war, auch seinen ersten internationalen Kampf. In einem Vergleichskampf zwischen der Royal Air Force und der französischen Air Force siegte er über Jacques Dumesnil nach Punkten. In einem weiteren Vergleichskampf zwischen der Royal Air Force und der dänischen Nationalmannschaft der Amateurboxer siegte er im selben Jahr auch gegen Ihler Nehls aus Kopenhagen nach Punkten.
1951 gewann Tommy Nicholls mit einem Sieg über D. Flack die Meisterschaft der Royal Air Force im Bantamgewicht und wurde im April 1951 mit einem Sieg über Tommy Icke aus London auch englischer Meister (A.B.A. Champion) im Bantamgewicht. Kurz danach verlor er in einem Länderkampf Englands gegen Irland gegen den Nordiren John Kelly, der zu den besten Bantamgewichtlern Europas gehörte, knapp nach Punkten. Er startete dann auch bei der Europameisterschaft 1951 in Mailand und traf in der 1. Runde wieder auf John Kelly. Er lieferte diesem einen guten Kampf, obwohl er sehr nervös war und nicht zu seiner Bestform fand. Kelly wurde Punktsieger und belegte in der Endabrechnung den 2. Platz. Tommy Nicholls musste schon nach der ersten Runde des Turniers ausscheiden.
Im April 1952 wurde Tommy Nicholls durch einen K.-o.-Sieg in der 1. Runde über Cliff Salter erneut englischer Meister im Bantamgewicht. Er wurde daraufhin zu den Olympischen Spielen in Helsinki entsandt. Er traf dort wieder im Bantamgewicht gleich in der ersten Runde auf den finnischen Favoriten Pentti Hämäläinen, gegen den er mit 0:3 Punktrichterstimmen verlor und der dann auch Olympiasieger wurde.
Im Jahre 1953 verlor Tommy Nicholls, in das Federgewicht aufgerückt, im Finale der englischen Meisterschaft gegen Alan Sillett durch Disqualifikation wegen Kopfstoßens in der 3. Runde. Nach dieser Niederlage wurde er nicht für die Europameisterschaft 1953 in Warschau nominiert. Gegen Ende des Jahres gelangen ihm aber noch zwei Siege. Er besiegte am 11. November in London Dave Charnley, einen späteren Europameister der Profis, sicher nach Punkten und gewann am 27. November in Dublin beim Länderkampf England gegen Irland gegen Frank Teidt nach Punkten.
1954 konnte Tommy Nicholls wegen einer Verletzung nicht an der englischen Meisterschaft teilnehmen. Dass er aber zwischenzeitlich zu den besten europäischen Federgewichtlern der Amateure gehörte, bewies er am 17. November 1954 in London, als er anlässlich des Länderkampfes England gegen Bundesrepublik Deutschland Hans-Peter Mehling, immerhin EM-Dritter des Jahres 1953, nach Punkten besiegte.
Das Jahr 1955 begann für Tommy Nicholls nicht besonders gut, denn am 27. Januar musste er in Glasgow beim Länderkampf England gegen Schottland gegen Bobby Neil in der 3. Runde wegen einer schweren Augenbrauenverletzung aufgeben. Wiedergenesen gewann er aber am 29. April 1955 im Federgewicht mit einem Punktsieg über Jim Swan seinen dritten englischen Meistertitel. Bei der Ende Mai/Anfang Juni dieses Jahres in West-Berlin stattfindenden Europameisterschaft der Amateurboxer war Tommy Nicholls in hervorragender Form. Er besiegte nacheinander Ján Zachara aus der Tschechoslowakei, Antoine Martin, Spanien, Pentti Hämäläinen und im Finale Alexander Fedossejewitsch Sassuchin aus der Sowjetunion nach Punkten und wurde verdientermaßen Europameister.
Das Jahr 1956 sah Tommy Nicholls erneut als englischen Meister. Er gewann diesen Titel am 27. April mit einem Punktsieg über Arthur Devlin. Im Laufe dieses Jahres war er auch in mehreren Länderkämpfen siegreich. Die bemerkenswertesten Siege erzielte er dabei am 6. und 8. Mai in Warschau und Danzig über die Polen Kazimirz Boczarski und Jan Brychlik und am 20. Juni in Moskau über den sowjetischen Sportler Michail Papasjan. Schließlich siegte er am 27. Juni in Helsinki auch wieder gegen Olympiasieger Pentti Hämäläinen nach Punkten. Gestärkt durch diese Siege rechnete er sich auch bei den Olympischen Spielen dieses Jahres in Melbourne viel aus. Er enttäuschte auch keineswegs und kämpfte sich im Federgewicht mit Siegen über Shinetsu Suzuki aus Japan und Pentti Hämäläinen in das Finale. Dort unterlag er allerdings dem völlig unbekannten sowjetischen Sportler Wladimir Safronow, gegen den er in den ersten beiden Runden keine Einstellung fand und erst in der dritten Runde einige gute Szenen hatte, nach Punkten und musste sich mit der Silbermedaille begnügen. Trotzdem war es ein großer Erfolg für ihn.
Am 22. Februar 1957 bestritt Tommy Nicholls in Wellington gegen Tommy Edge, den er nach Punkten besiegte, seinen letzten Kampf. Die genaue Anzahl seiner Kämpfe wurde nie festgehalten, dürfte aber bei 180 bis 190 Kämpfen liegen. Festgehalten sind 139 Siege bei 20 Niederlagen. Profi ist Tommy Nicholls als Luftwaffenangehöriger nie geworden.

## Länderkämpfe bzw. andere Vergleichskämpfe mit Tommy Nicholls
- 1950 in Henlow, Royal Air Force gegen Franz. Luftwaffe, Punktsieger über Jacques Dumesnil,
- 1950 in London, Irland gegen England, Punktniederlage gegen Ken Lawrence,
- 1950 in Kopenhagen, Dänemark gegen Royal Air Force, Punktsieger über Ihler Nehls,
- 1951 in Kopenhagen, Dänemark/Schweden gegen Royal Air Force, Punktsieger über Niels Persson,
- 1951 in Glasgow, Schottland gegen England, Punktsieger über P. Meewan,
- 1951 in Dublin, Irland gegen England, Punktniederlage gegen John Kelly,
- 1951 in Wien, Österreich gegen Royal Air Force, KO-Sieger 3. Runde über E. Fischer,
- 1951 in Klagenfurt, Österreich gegen Royal Air Force, Punktsieger über A. Ercher,
- 1951 in London, England gegen Golden Gloves Champions USA, Punktsieger über Ernest De Jesus,
- 1951 in London, England gegen Italien, Punktsieger über Vincenzo Dall'Osso,
- 1952 in London, England gegen Schottland, Punktsieger über Tommy Thompson,
- 1952 in Dublin, Irland gegen England, Punktniederlage gegen Paddy Kelly,
- 1952 in Cork, Irland gegen England, Punktsieger über T. O’Neill,
- 1952 in Kopenhagen, Dänemark gegen Royal Air Force, KO-Sieger 3. Runde über Kaj Johanson,
- 1952 in Malmö, Schweden gegen Royal Air Force, KO-Sieger 2. Runde über Ove Nilsson,
- 1952 in Cardiff, Wales gegen England, Punktsieger über Richie Jenkins,
- 1953 in Dublin, Irland gegen England, Punktsieger über Fred Teidt,
- 1953 in Belfast, England gegen Irland, Punktsieger über R. McAvoy,
- 1954 in London, England gegen Schottland, Punktsieger über Ben Lyall,
- 1954 in Porthcawl, Wales gegen England, Punktniederlage gegen Malcolm Collins,
- 1954 in London, England gegen BRD, Punktsieger über Hans-Peter Mehling,
- 1955 in Glasgow, Schottland gegen England, Abbruchniederlage 3. Runde gegen Bobby Neill,
- 1955 in London, England gegen Golden Gloves Champions USA, KO-Sieger 3. Runde über Harvey Lancour,
- 1956 in London, England gegen Schottland, Punktsieger über George McMillan,
- 1956 in Warschau, Polen gegen England, Punktsieger über Kazimirz Boczarski,
- 1956 in Danzig, Polen gegen England, Punktsieger über Jan Brychlik,
- 1956 in Moskau, UdSSR gegen England, Punktsieger über Michail Papasjan,
- 1956 in Helsinki, Finnland gegen England, Punktsieger über Pentti Hämäläinen